# Antifragile (album Le Sserafim)
Antifragile – drugi minialbum południowokoreańskiej grupy Le Sserafim, wydany 17 października 2022 roku przez wytwórnię Source Music. Płytę promował singel „Antifragile”.
To pierwszym album Le Sserafim w pięcioosobowym składzie, po odejściu Kim Ga-ram w lipcu 2022 roku.

## Lista utworów
| CD | CD                                              | CD | CD                       | CD      |
| Nr | Tytuł utworu                                    | Tekst | Muzyka                   | Długość |
| -- | ----------------------------------------------- | --- | ------------------------ | ------- |
| 1. | „The Hydra”                                     | Score (13), Megatone (13), Hybe | 13                       | 1:44    |
| 2. | „Antifragile”                                   | Score (13), Megatone (13), Paulina Cerrilla, "Hitman" Bang, Shintaro Yasuda, Supreme Boi, Isabella Lovestory, Kyler Niko, Ronnie Icon, Nathalie Boone, Danke (Lalala Studio)                                                                      | 13                       | 3:04    |
| 3. | „Impurities”                                    | Score (13), Megatone (13), Jonna Hall, Danke (Lalala Studio), "Hitman" Bang, Huh Yun-jin, Daniel "Obi" Klein, Charli Taft, Kim Chae-ah, Maggie Szabo, Hayes Kramer, Blvsh, Jaro, Nikolay Mohr, Park Sang-yu, Cho Yoon Kyung, Lee Hyung Seok (PNP) | 13                       | 3:16    |
| 4. | „No Celestial”                                  | Score (13), Megatone (13), Danke (Lalala Studio), Cazzi Opeia, Ellen Berg, Kim In-hyung, Ronnie Icon, YoungChance, Shorelle, Ameline, Nermin Harambašić, Poutyface, Park Sang-yu, Huh Yun-jin                                                     | 13                       | 2:46    |
| 5. | „Good Parts (When the Quality Is Bad but I Am)” | Score (13), Megatone (13), Sir Nolan, Alex Bilowitz, Jenna Andrews, Salem Ilese, Danke (Lalala Studio), Sakura Miyawaki, Cha Yu-bin, Huh Yun-jin                                                                                                  | Sir Nolan, Alex Bilowitz | 2:36    |

## Notowania
| Lista                                 | Pozycja |
| ------------------------------------- | ------- |
| South Korean Albums (Circle)          | 2       |
| Austrian Albums (Ö3 Austria)          | 31      |
| Belgian Albums (Ultratop Flanders)    | 34      |
| Belgian Albums (Ultratop Wallonia)    | 37      |
| Croatia International Albums (HDU)    | 5       |
| French Albums (SNEP)                  | 32      |
| German Albums (Offizielle Top 100)    | 37      |
| Hungarian Albums (MAHASZ)             | 31      |
| Japanese Albums (Oricon)              | 1       |
| Japanese Combined Albums (Oricon)     | 1       |
| Japanese Hot Albums (Billboard Japan) | 1       |
| Spanish Albums (PROMUSICAE)           | 53      |
| Swiss Albums (Schweizer Hitparade)    | 15      |
| US Billboard 200                      | 14      |
| US World Albums (Billboard)           | 1       |

## Nagrody w programach muzycznych
| Program                | Data              | Źródło |
| ---------------------- | ----------------- | ------ |
| Music Bank (KBS2)      | 4 listopada 2022  | [ 11 ] |
| Music Bank (KBS2)      | 11 listopada 2022 | [ 12 ] |
| Show! Music Core (MBC) | 3 grudnia 2022    | [ 13 ] |
| Show! Music Core (MBC) | 10 grudnia 2022   | [ 14 ] |
| Show! Music Core (MBC) | 17 grudnia 2022   | [ 15 ] |

## Sprzedaż
| Kraj             | Sprzedaż  |
| ---------------- | --------- |
| Korea Południowa | 1 026 011 |
| Japonia          | 57 851    |
| USA              | 27 000    |